# Eliza Scidmore
Eliza Scidmore, (nome completo Eliza Ruhamah Scidmore) (Clinton, 14 ottobre 1856 – Ginevra, 3 novembre 1928), è stata una fotografa e scrittrice di viaggi statunitense.
È ricordata per essere stata la prima donna ad aver pubblicato le sue foto sul National Geographic Magazine e ad essere eletta nel consiglio di amministrazione del National Geographic Society.

## Biografia

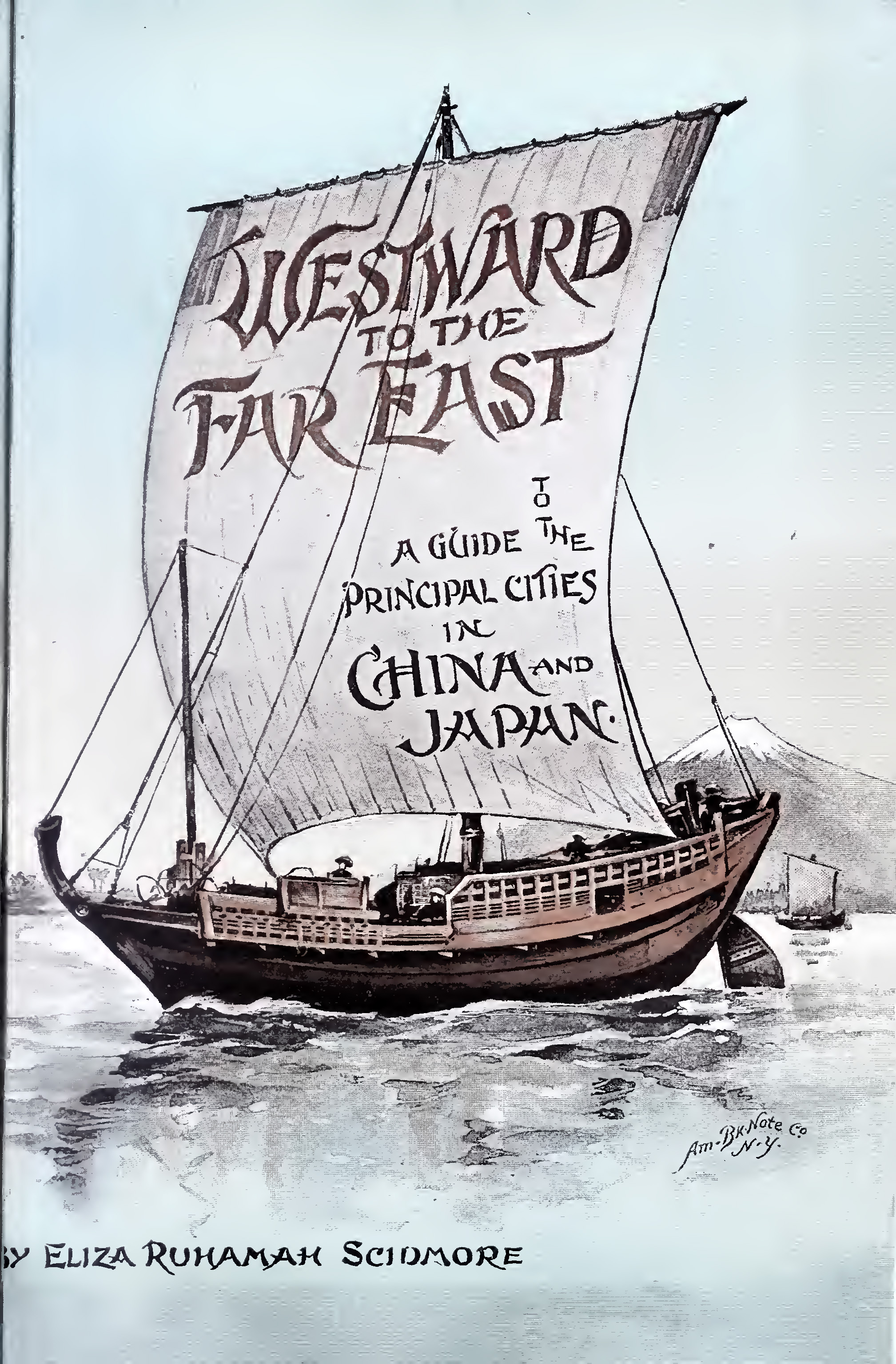
Copertina di una delle guide pubblicate dalla Scidmore.

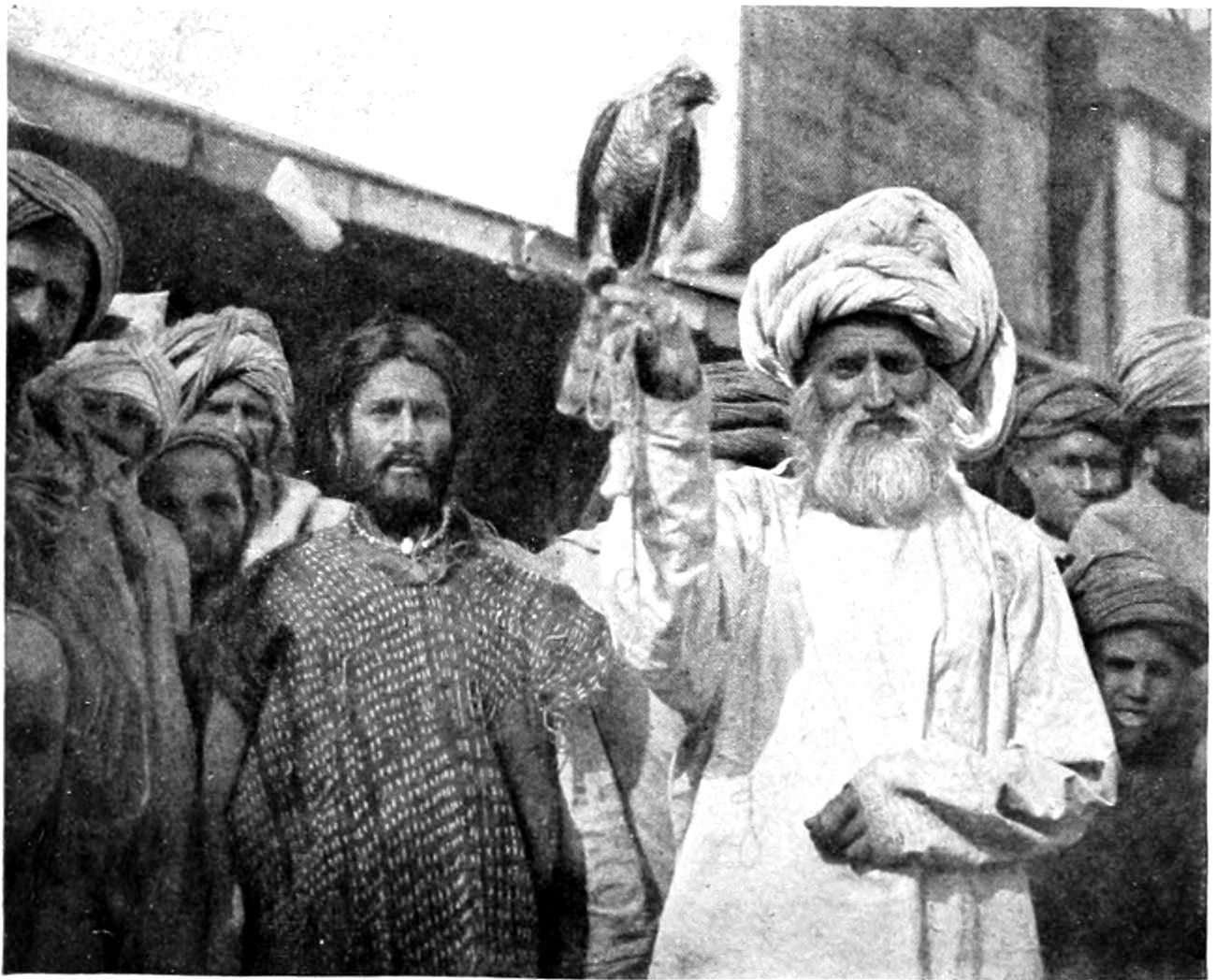
Una fotografia della Scidmore per il libro Winter India.

Nacque nel 1856 a Madison, nel Wisconsin. Quando era ancora una bambina la sua famiglia si trasferì a Washington D.C. e qui la madre gestì una pensione, affermando di conoscere tutti i presidenti a partire da Abraham Lincoln. Fu presto attirata dal giornalismo e fu tra le prime ad essere assunte come corrispondenti per la stampa. Pubblicò i primi articoli all'età di 19 anni ed arrivò a scrivere anche per The New York Times. 
Nel 1883 però, alla ricerca di un modo diverso di vivere rispetto a quanto faceva a Washington, si imbarcò su un piroscafo postale diretto in Alaska. Quelle terre erano state acquistate dalla Russia nel 1860, ma per molti americani erano ancora inesplorate. Gli articoli sull'Alaska che pubblicò sui giornali statunitensi fecero scalpore e lei ne trasse il materiale per un suo libro, il primo mai scritto sull'Alaska.

## Impegno come esploratrice e reporter
Dopo quella prima esperienza iniziò a viaggiare in molti Paesi come Giappone, Giava, Cina e India. Per un certo periodo fu incarcerata a Matsuyama perché catturata durante la guerra russo-giapponese mentre lei stava raccogliendo notizie e scattare fotografie.
La sua curiosità e la spinta a scoprire terre diverse e modi di vivere lontani da quelli statunitensi la portò poi a diventare una grande scrittrice di guide relative ai luoghi che aveva visitato. Fu la prima donna ad avere un ruolo importante nella National Geographic Society.

## Opere
Molti dei suoi libri di viaggio e delle sue guide sono stati pubblicati in numerose edizioni anche dopo la sua morte, avvenuta nel 1928.
- (EN) Westward to the Far East : a guide to the principal cities of China and Japan with a note on Korea, Montreal, Canadian Pacific Railway Company, 1900, ISBN 9780665341137, OCLC 1083479777.
- (EN) Java, the Garden of the East, Norderstedt, Hansebooks GmbH, 2016, ISBN 9783743322394, OCLC 1190398352.
- (EN) Winter India: travel and adventures of an American woman in the India of the Raj, Coventry, Trotamundas Press, 2007, ISBN 9781906393007, OCLC 280350172.
- (EN) Alaska: its southern coast and the Sitkan Archipelago, Boston, D. Lothrop, 1885, ISBN 9780665161049, OCLC 1083490485.